# Șuletea
Șuletea est une commune roumaine située dans le județ de Vaslui.